# 錫塔班巴區
錫塔班巴區（西班牙語：Distrito de Sitabamba），是秘魯的一個區，位於該國西北部拉利伯塔德大區的聖地亞哥德丘科省，面積310.23平方公里，海拔高度3,063米，2005年人口3,610，人口密度每平方公里12人。